# The Great Otis Redding Sings Soul Ballads
Albums de Otis Redding
Pain In My Heart
(1964) Otis Blue: Otis Redding Sings Soul
(1965)
The Great Otis Redding Sings Soul Ballads est le second album d'Otis Redding, sorti en 1965. C'est l'un des premiers édités par Volt, un sous-label de Stax, et le premier d'Otis Redding sur ce nouveau label. Comme le premier album de Redding, Pain in My Heart (1964), Soul Ballads présente à la fois des classiques de la soul et des originaux écrits par Redding et d'autres artistes de Stax. Comme son titre l'indique, il s'agit, pour l'essentiel des titres, de ballades.

## L'album
L'album présente les musiciens de Booker T. & the M.G.'s, avec la section de cuivres The Memphis Horns. Isaac Hayes, non crédité sur les notes de pochette, est peut-être également présent au piano, probablement sur les chansons Come to Me ou Security. Contrairement au premier album de Redding, Sings Soul Ballads sort à la fois chez Atco 
et Volt, les filiales d'Atlantic et de Stax. Bien que l'album et ses singles remportent un succès modéré dans les charts musicaux, il comprend le premier single de Redding classé dans le Top 10 R&B, Mr. Pitiful.
Une version remasterisée est publiée en CD par Atco sur le label Elektra en 1991. En 2002, 4 Men With Beards réédite une version vinyle. Rhino/Atlantic diffusent une version au format MP3 en téléchargement numérique en 2008.

### Titres
| 1. | That's How Strong My Love Is | Roosevelt Jamison | 2:24 |
| 2. | Chained and Bound            | Otis Redding      | 2:25 |
| 3. | A Woman, a Lover, a Friend   | Sidney Wyche      | 3:18 |
| 4. | Your One and Only Man        | Otis Redding      | 2:48 |
| 5. | Nothing Can Change This Love | Sam Cooke         | 2:59 |
| 6. | It's Too Late                | Chuck Willis      | 3:00 |

| 7.  | For Your Precious Love   | Arthur Brooks, Richard Brooks et Jerry Butler | 2:49 |
| 8.  | I Want to Thank You      | Otis Redding                                  | 2:35 |
| 9.  | Come to Me               | Otis Redding, Phil Walden                     | 2:38 |
| 10. | Home in Your Heart       | Otis Blackwell, Winfield Scott                | 2:10 |
| 11. | Keep Your Arms Around Me | Obie McClinton                                | 2:46 |
| 12. | Mr. Pitiful              | Steve Cropper, Otis Redding                   | 2:26 |

### Musiciens
- Otis Redding : chant
- Booker T. Jones : claviers, orgue Hammond, piano
- Steve Cropper, Johnny Jenkins : guitare
- Donald Duck Dunn : basse
- Al Jackson, Jr. : batterie
- Wayne Jackson, Sammy Coleman : trompette
- Charles Packy Axton : saxophone ténor
- Floyd Newman : saxophone baryton